# 理查德·沃恩·斯宾塞
理查德·沃恩·斯宾塞（英語：Richard Vaughn Spencer；1954年1月18日—），生于美国康涅狄格州纽黑文县沃特伯里，是美国政治人物和商人，曾出任第76任美国海军部长、美国国防部副部长代理、美国国防部长代理。

## 生平
1954年1月18日，理查德·沃恩·斯宾塞出生在美国康涅狄格州纽黑文县沃特伯里。他毕业于罗林斯学院，主修经济学。大学毕业后，他加入了美国海军陆战队，并且在1976年至1981年任美国海军飞行员。
2017年6月，美国总统唐纳德·特朗普提名他为第76任美国海军部长，8月1日获得美国参议院通过，8月3日正式就职，任期一直到2019年11月24日。
2019年7月15日，他出任美国国防部长（代理）。2019年7月23日，他出任美国国防部副部长（代理）。
2020年2月7日，理查德·沃恩·斯宾塞在2020届美国总统选举中支持迈克尔·布隆伯格竞选美国总统。理查德·沃恩·斯宾塞是海军陆战队协会及基金会成员，也是海军陆战队航空协会的成员。